# Municipalità locale di Moqhaka
Moqhaka è una municipalità locale (in inglese Moqhaka Local Municipality) appartenente alla municipalità distrettuale di Fezile Dabi della provincia di Free State in Sudafrica. 
In base al censimento del 2001 la sua popolazione è di 167.892 abitanti.
La sede amministrativa e legislativa è la città di Kroonstad e il suo territorio si estende su una superficie di 7.924 km² ed è suddiviso in 25 circoscrizioni elettorali (wards). Il suo codice di distretto è FS201.

## Geografia fisica

### Confini
La municipalità locale di Moqhaka confina a nord con quelle di City of  Motlosana e Tlokwe (Dr Kenneth Kaunda/Nordovest), a est con quelle di Nketoana (Thabo Mofutsanyane) e Ngwathe, a sud con quella di Setsoto (Thabo Mofutsanyane) e a ovest con quelle di Matjhabeng e Nala (Lejweleputswa).

### Città e comuni
- Kroonstad
- Maokeng
- Matlwangtlwang
- Moqhaka
- Rammulutsi
- Steynsrus
- Vaal Reefs Mine
- Vierfontein
- Viljoenskroon

### Fiumi
- Blomspruit
- Elandspruit
- Enslinspruit
- Grootspruit
- Hamanspruit
- Heuningspruit
- Jas se Spruit
- Lues se Spruit
- Liebenbergstroom
- Middelspruit
- Nuwejaarspruit
- Olifantsdrift
- Otterspruit
- Randjiespruit
- Rietspruit
- Vaal
- Vals
- Welkomspruit

### Dighe
- Bloemhoek Dam
- Lace Mine Dam
- Serfontein Dam
- Strydomdam